# Собача кропива п'ятилопатева
{{#ifeq:0|0|{{#if:Leonurus quinquelobatus|{{#if:|[[]}}|[[]]}}}}
Собача кропива п'ятилопатева (Leonurus quinquelobatus Gilib.; Leonurus villosus Desf. ex Spreng.) — квіткова рослина з родини глухокропивових, що поширена в Сибіру, Казахстані, Західній Азії, Європі. Місцеві назви — глуха кропива, сердешник, кропивничок тощо.

## Загальна біоморфологічна характеристика
Багаторічна волосиста трав'яниста рослина заввишки 25—200 см. Стебло прямостояче, розгалужене, чотиригранне, як і вся рослина запушене короткими або довгими відстовбурченими волосками. Листки супротивні, черешкові, в обрисі округлояйцеподібні, яйцеподібні або ланцетні, майже до середини п'яти-семи пальчасто-розсічені з серцеподібною основою, знизу — білувато-повстисті. Верхні листки трилопатеві. Квітки неправильні, зрослопелюсткові у пазушних кільцях; зібрані на верхівках пагонів. Чашечка зовні волосиста, трубчасто-дзвоникувата з п'ятьма відстовбурченими колючими зубцями і п'ятьма виступаючими жилками. Віночок блідо-рожевий або рожево-фіолетовий, двогубий, всередині при основі з волосистим кільцем. Верхня губа довгаста, увігнута, нижня трилопатева, з тупими лопатями. Тичинок чотири, маточка одна з верхньою зав'яззю. Плід — розпадний чотиригорішок. Горішки тригранні, зверху плоскі.

## Поширення та екологія
Вид поширений у Туреччині, пн.-зх. Ірані, на Кавказі, у Європі, Казахстані й Росії (Сибір і євр. частина).
Росте як бур'ян на лісосіках, лісових культурах, у розсадниках, на узліссях мішаних і листяних лісів, біля лісових доріг і жител. Світлолюбна рослина. Цвіте у червні — липні.
Глуха кропива поширена по всій Україні. Заготівля можлива у Хмельницькій, Вінницькій, Київській, Полтавській, Сумській, Кіровоградській, Харківській, Донецькій областях. Запаси сировини значні.

## Практичне використання
Лікарська, медоносна, жироолійна, волокниста, фарбувальна рослина.
У науковій медицині використовують верхівки квітучої рослини — Herba Leonuri. Настій собачої кропиви використовується при серцево-судинних неврозах, кардіосклерозі, стенокардії, міокардиті, склерозі мозкових судин, початковій стадії гіпертонії, легких формах базедової хвороби, при епілепсії.
У траві собачої кропиви містяться алкалоїди, сапоніни, органічні кислоти, ефірна олія, флавонові, дубильні та інші речовини.
У народній медицині собачу кропиву використовують при послабленні серцевої діяльності, неврозі серця, шлунково-кишкових та нервових хворобах, головних болях, катарах легень, при застарілому кашлі. Нею лікують ревматизм, водянку, астму, істерію і переляки, застосовують як сечогінний засіб і засіб, що регулює менструальний цикл.
Листки собачої кропиви разом з листками кропу прикладають при грудниці, використовують від кашлю, серцебиття і судоми.
Собача кропива — добрий літній медонос і пилконос з тривалим періодом нектаровиділення. Нектар високоцукристий, прозорий, з легким запахом. Концентрація цукру в ньому 36%. Медопродуктивність 240–300 кг з 1 га. Мед світлий, прозорий, зі специфічним, але не різким запахом.
У насінні собачої кропиви міститься жирна олія (до 30 %), яка швидко сохне і придатна для технічних потреб — виготовлення лаку для просочування тканин і паперу з метою надання їм водонепроникності.
3і стебел собачої кропиви одержують волокно. За якістю волокна вона не поступається перед льоном і китайськими коноплями — рамі. Трава дає темно-зелену фарбу.

## Збирання, переробка та зберігання
Збирають верхівки квітучих стебел (30—40 см завдовжки), зрізуючи їх серпами або ножицями. Сушать у затінку або на горищах під залізним дахом, розстилаючи тонким шаром на папері або тканині, періодично перемішують.
Висушену траву пакують у мішки або тюки вагою по 10, 25 і 50 кг, зберігають у сухих, добре провітрюваних приміщеннях. Строк зберігання — три роки.